# 三井 (相模原市)
三井（みい）は、神奈川県相模原市緑区の大字。

## 地理
緑区の北部に位置している。

### 湖
- 津久井湖

## 歴史
かつては、津久井郡津久井町の大字であった。

### 沿革
- 2006年（平成18年）3月20日 - 市町村合併により、相模原市に編入され、相模原市津久井町三井となった[5]。
- 2010年（平成22年）4月1日 - 相模原市の政令指定都市により、相模原市緑区三井となった[6]。

## 世帯数と人口
2020年（令和2年）10月1日現在（国勢調査）の世帯数と人口（総務省調べ）は以下の通りである。
| 大字 | 世帯数  | 人口  |
| ---- | ------- | ----- |
| 三井 | 435世帯 | 889人 |

### 人口の変遷
国勢調査による人口の推移。なお、2005年までは、津久井町の情報を掲載している。
| 年                 | 人口  |
| ------------------ | ----- |
| 1995年（平成7年）  | 1,260 |
| 2000年（平成12年） | 1,208 |
| 2005年（平成17年） | 1,092 |
| 2010年（平成22年） | 1,041 |
| 2015年（平成27年） | 957   |
| 2020年（令和2年）  | 889   |

### 世帯数の変遷
国勢調査による世帯数の推移。なお、2005年までは、津久井町の情報を掲載している。
| 年                 | 世帯数 |
| ------------------ | ------ |
| 1995年（平成7年）  | 400    |
| 2000年（平成12年） | 407    |
| 2005年（平成17年） | 411    |
| 2010年（平成22年） | 419    |
| 2015年（平成27年） | 414    |
| 2020年（令和2年）  | 435    |

## 学区
市立小・中学校に通う場合、学区は以下の通りとなる（2023年5月時点）。
- 番・番地等 : 全域
  - 小学校 : 相模原市立中野小学校
  - 中学校 : 相模原市立中野中学校

## 事業所
2021年（令和3年）現在の経済センサス調査による事業所数と従業員数は以下の通りである。
| 大字 | 事業所数 | 従業員数 |
| ---- | -------- | -------- |
| 三井 | 23事業所 | 156人    |

### 事業者数の変遷
経済センサスによる事業所数の推移。
| 年                 | 事業者数 |
| ------------------ | -------- |
| 2016年（平成28年） | 26       |
| 2021年（令和3年）  | 23       |

### 従業員数の変遷
経済センサスによる従業員数の推移。
| 年                 | 従業員数 |
| ------------------ | -------- |
| 2016年（平成28年） | 190      |
| 2021年（令和3年）  | 156      |

## 交通
- 神奈川県道513号鳥屋川尻線
  - 三井大橋
- 神奈川県道515号三井相模湖線

## その他

### 日本郵便
- 郵便番号 : 252-0151[3]（集配局 : 橋本郵便局[15]）。